# Yongala (Schiff)
Die Yongala war ein 1903 in Dienst gestelltes Passagierschiff der australischen Reederei Adelaide Steamship Company, das Passagiere, Post und Fracht in einem regelmäßigen Linienverkehr zwischen australischen Häfen wie Adelaide, Sydney, Melbourne und Cairns transportierte. Am 23. März 1911 wurde der Dampfer vor Townsville an der Ostküste Australiens von einem Zyklon versenkt. Alle 122 Passagiere und Besatzungsmitglieder kamen dabei ums Leben. Das Wrack der Yongala wurde erst 1958 entdeckt. Die genauen Umstände konnten nie geklärt werden, da es keine überlebenden Augenzeugen gab. Bis heute zählt ihr Untergang zu den größten Schifffahrtsunglücken Australiens.

## Das Schiff

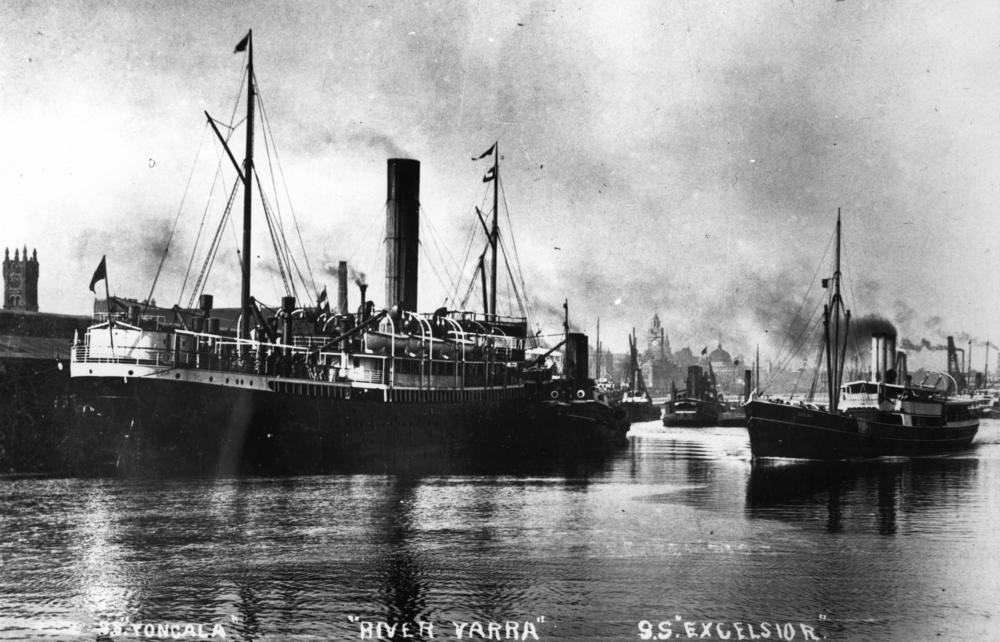
Die Yongala auf dem Yarra River

Die aus Stahl konstruierte Yongala wurde auf der Werft Armstrong Whitworth & Co. Limited auf dem Fluss Tyne in der englischen Stadt Newcastle upon Tyne gebaut. Sie lief am 29. April 1903 vom Stapel und wurde im Oktober 1903 fertiggestellt. Gemäß der Tradition der Reederei wurde das Schiff nach einem Wort aus der Sprache der Aborigines benannt. In diesem Fall war es yongala, was so viel wie „weites Wasser“ bedeutet. Auch die Stadt Yongala im australischen Bundesstaat South Australia wurde nach diesem Begriff benannt.
Die Yongala wurde von dreifach expandierenden Dampfmaschinen angetrieben und verfügte über eine Einzelschraube und fünf Dampfkessel. Ihre Maschinen waren von der Wallsend Slipway and Engineering Company hergestellt worden. Die offizielle maximal erreichbare Dienstgeschwindigkeit lag bei 15,8 Knoten. Bei der durchschnittlichen Reisegeschwindigkeit von 15 Knoten wurden 67 Tonnen Kohle pro Tag verbraucht. Bei zahlreichen Überfahrten wurde sogar eine Höchstgeschwindigkeit von 17 Knoten festgestellt. Auf dem Vorschiff waren eine Reihe belastungsfähiger Ankerwinden und Spills sowie sieben Seilwinden, zwei dampfbetriebene Ladekräne und mehrere Derrickkräne angebracht, die für eine schnelle Be- und Entladung der Frachträume sorgen sollten. Die Yongala war außerdem mit elektrischem Licht, Kühlvorrichtungen für die Fracht und einer dampfbetriebenen Rudermaschine auf dem Poopdeck ausgestattet, die von der Kommandobrücke aus gesteuert werden konnte.
Die Yongala war in Adelaide registriert und beförderte Passagiere von Western Australia zu den Häfen von Adelaide, Melbourne und Sydney. Ab 1906 wurde sie auf der Route Brisbane–Fremantle eingesetzt. Sie war das erste Schiff, das diese 5000 km lange Strecke bewältigte. Zwischen 1907 und 1911 fuhr das Schiff in den Wintermonaten von Melbourne nach Cairns, da die Brisbane–Fremantle-Route im Winter nicht besonders nachgefragt wurde.

## Die letzte Fahrt

### Erste Stationen der Reise
Am Dienstag, dem 14. März 1911 legte die Yongala in Melbourne unter dem Kommando des 62-jährigen Kapitäns William Knight zu einer weiteren Überfahrt nach Cairns ab. Es war ihre insgesamt 99. Fahrt in australischen Gewässern. Kapitän Knight war seit 14 Jahren bei der Adelaide Steamship Company und galt als kompetenter und verlässlicher Schiffsführer, in dessen Laufbahn es noch nie zu einem Unfall gekommen war. An Bord waren 72 Passagiere und 73 Besatzungsmitglieder.
Am Morgen des 20. März legte der Dampfer an der Pier Municipal Wharf in Brisbane an, wo 70 Reisende von Bord gingen. Nachdem neue Passagiere und Fracht an Bord genommen worden waren, fand eine Inspektion des Schiffs statt, die zeigte, dass es sich in einem hervorragenden Zustand befand. Die Weiterfahrt hatte sich verzögert, daher steuerte die Yongala mit Höchstgeschwindigkeit ihren nächsten Zwischenhalt, Mackay, an.
Am Donnerstagmorgen, dem 23. März traf die Yongala in Mackay ein. Wieder schifften sich Passagiere aus, andere kamen an Bord. Als das Schiff um 13.40 Uhr wieder ablegte, waren 49 Passagiere, 73 Besatzungsmitglieder und 617 Tonnen Fracht an Bord. Die Yongala war noch in Sichtweite, als die Wetterstation in Flat Top in der Nähe von Mackay per Telegramm die Nachricht erhielt, dass zwischen Townsville und Mackay ein Zyklon an der Küste von Queensland wütete. Im Vorjahr war in Sydney die erste mit drahtloser Telegrafie ausgestattete Funkstation Australiens eingerichtet worden, aber bisher waren die wenigsten Schiffe mit einer solchen Anlage ausgerüstet. Fünf Stunden nach dem Ablegen in Mackay wurde die Yongala vom Leuchtturmwärter von Dent Island auf der Inselgruppe Whitsunday Islands gesichtet, wie sie direkt in die Schlechtwetterzone steuerte. Dies war die letzte bekannte Sichtung des Dampfers.

### Verschwinden
Die genauen Umstände des Untergangs der Yongala konnten nie geklärt werden. Im nördlichen Teil Queenslands drehten die starken Winde von Südost nach Nordwest und kamen anschließend aus Nordosten. Somit hätten sie den Schiffskurs mit voller Wucht im rechten Winkel getroffen. Der Radius des vom Zyklon betroffenen Gebiets war zwar nicht größer als etwa 30 km, dennoch hinterließ der Wirbelsturm in der Gegend von Cape Upstart eine Schneise der Verwüstung. Die Verspätung der Yongala sorgte zunächst nicht für große Aufregung. Als jedoch drei andere Schiffe, die sich in derselben Gegend befunden und Schutz vor dem Sturm gesucht hatten, in ihren Zielhäfen eintrafen und die Yongala nicht, war man alarmiert. Am 26. März wurde das Schiff als vermisst gemeldet. Der Premierminister des Bundesstaats Queensland, Digby Denham, ließ alle zur Verfügung stehenden Einsatzkräfte für die Suche nach dem Schiff einsetzen, darunter die Polizei und sieben Schiffe der Küstenwache.
Von Hinchinbrook Island bis Bowen wurde von Trümmern und Wrackteilen berichtet, die an die Küste gespült wurden, das Schiff selbst und die Menschen darauf blieben aber verschwunden. Eine Woche nach dem Verschwinden der Yongala wurde die Hoffnung aufgegeben, noch Überlebende zu finden. Es wurden auch keine Leichen gefunden. Lediglich der Kadaver des Rennpferds Moonshine, das an Bord der Yongala nach Townsville gebracht werden sollte, wurde geborgen. Er war bis in die Bucht Gordon Creek gespült worden. Da auch keine Rettungsboote gefunden wurden, glaubte man, dass das Ende der Yongala sehr schnell und unerwartet gekommen war.
Dem Verschwinden des Dampfers folgten viele Theorien und Spekulationen darüber, was dem Schiff zugestoßen sein könnte. Einige gingen davon aus, dass die Maschinen der Yongala zwischen der Whitsunday Passage und Cape Bowling Green durch den Zyklon in Mitleidenschaft gezogen worden waren; möglicherweise waren auch die Anker losgerissen worden, wodurch das Schiff festsaß und seine Breitseite den heftigen Böen ausgesetzt wurde. Unter Umständen kollidierte die Yongala auch zwischen Flinders Passage und Keeper Reef mit einem Unterwasserfelsen oder lief auf Grund.

## Nachspiel
Die Regierung von Queensland bot eine Belohnung in Höhe von 1000 australischen Pfund für Hinweise an, die zum Auffinden der Yongala führten. Nachdem aber keine Anhaltspunkte oder Aussagen eingingen, wurde dieses Angebot fallen gelassen. In den südöstlichen Regionen Australiens wurde in vielen Gemeinden und Städten des Unglücks gedacht, zudem wurde der Spendenfonds Yongala Distress Fund ins Leben gerufen, dessen Erlös den Hinterbliebenen der Yongala-Opfer zugutekam. Eine Summe von 900 australischen Pfund, die ebenfalls im Rahmen dieses Fonds gesammelt wurden, gingen im September 1914 an die Organisation Queensland Shipwreck Society.
Am 8. Juni 1911 wurde in Brisbane die Untersuchung des Unglücks durch den Marine Board of Queensland eröffnet. Sie wurde am 20. Juni abgeschlossen. Da keine überlebenden Augenzeugen vernommen werden konnten, beschränkte sich die Ermittlung im Wesentlichen auf den Kurs, die Sicherheit, die Stabilität und die Seetüchtigkeit der Yongala und auf die Frage, ob Kapitän Knight vorsichtig genug gehandelt hatte und generell ein zuverlässiger Kommandant war. Der leitende Ingenieur Adamson sagte aus, dass alle Tests und Übungen, die nach der Fertigstellung des Schiffs durchgeführt worden waren, den Anforderungen der Adelaide Steamship Company entsprachen und dass sich die Sicherheit und Seetüchtigkeit der Yongala in acht unfallfreien Dienstjahren bestätigt hatten. Der Ausschuss war davon überzeugt, dass das Schiff die erforderlichen Standards erfüllte.
Der Ausschuss ließ weiterhin die Kompetenzen des Kapitäns genauestens hinterfragen. Zu diesem Zweck wurden Zeugen gehört, denen Fragen zu seinen Fähigkeiten und seinem Charakter gestellt wurden. Alle Befragten schilderten Kapitän Knight als einen erfahrenen und vorsichtigen Schiffsführer. Der Marine Board kam zu der abschließenden Einsicht, dass sich „die Yongala nach der letzten Sichtung durch den Leuchtturmwärter von Dent Island dem menschlichen Auge und Wissen entzogen hatte, um den mysteriösen Vorfällen auf See einen weiteren hinzuzufügen“.
Der Ausschuss sah sich ferner in seiner Meinung bestätigt, dass die Schifffahrt und die Navigation an der Küste von Queensland durch die jährliche Hurrikansaison von Dezember bis April beeinträchtigt wurden und dass, egal wie sicher ein Schiff und wie professionell ein Kapitän sein kann, es trotzdem jederzeit zu einem Unglück kommen kann. In den Jahren nach dem Verschwinden der Yongala traten Geistergerüchte um das Schiff auf. Ein Geisterschiff, das wie die Yongala aussah, soll regelmäßig zwischen Bowen und Townsville gesehen worden sein.

## Entdeckung des Wracks

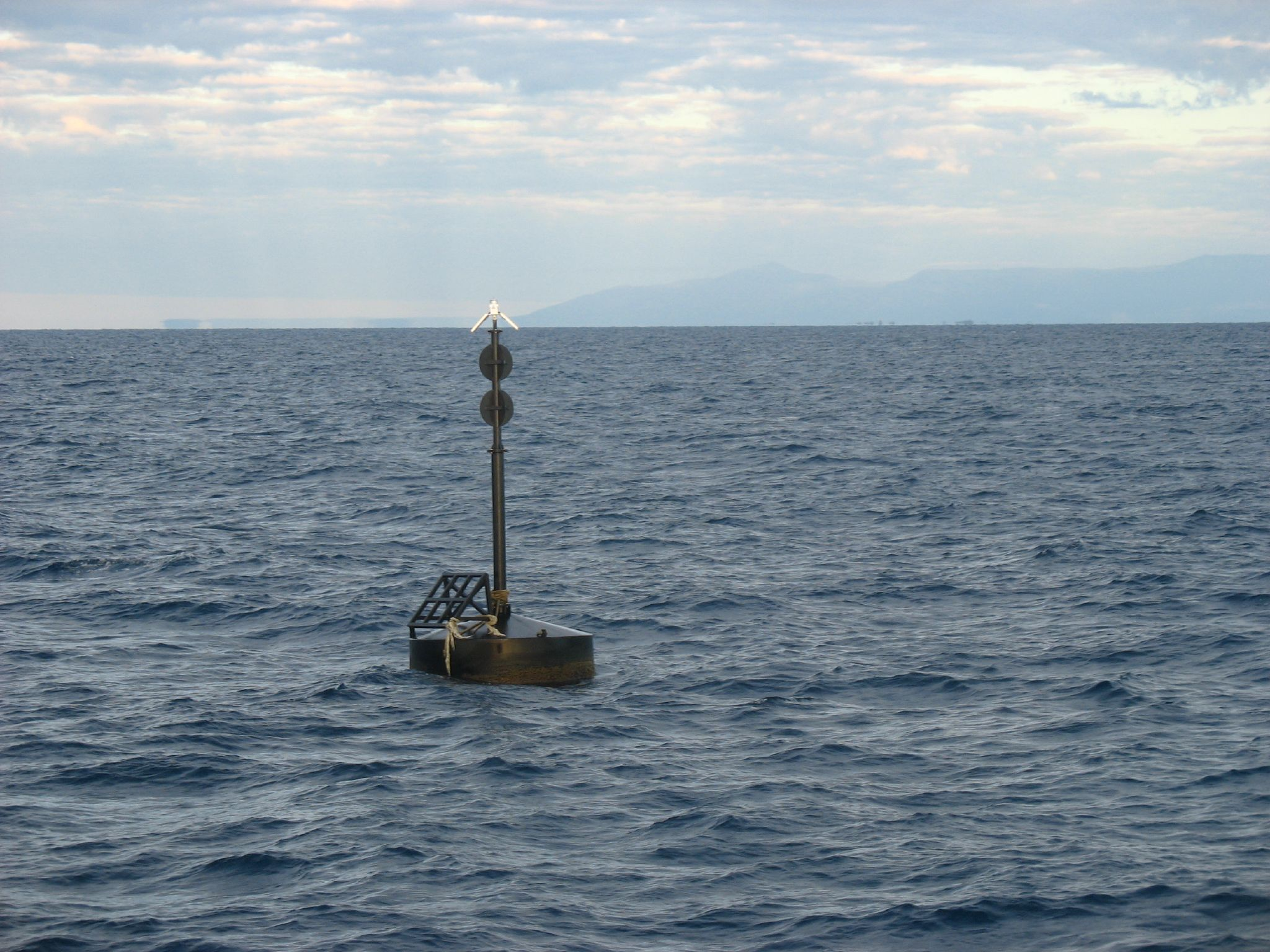
Eine Einzelgefahr-Tonne über dem Wrack der Yongala

In den folgenden Jahrzehnten wurde das Schicksal der Yongala weitestgehend vergessen. 1943 lief ein Minensucher elf Meilen östlich von Cape Bowling Green auf etwas, das damals für eine Sandbank gehalten wurde. Nach Kriegsende wurde die Stelle durch das Forschungsschiff Lachlan, das der Royal Australian Navy gehörte, untersucht. Die Lachlan traf im Juni 1947 ein und suchte das Gebiet mit Echolot und anderem Gerät ab. Sie stellte fest, dass auf dem Grund des flachen Gewässers ein etwa 91 Meter langes Objekt lag, das möglicherweise der Überrest eines Dampfschiffs war. Außer der Yongala gab es in der Gegend kein anderes gemeldetes Wrack. Die Navy erforschte das Wrack jedoch nicht weiter und fand daher dessen Identität nicht heraus.

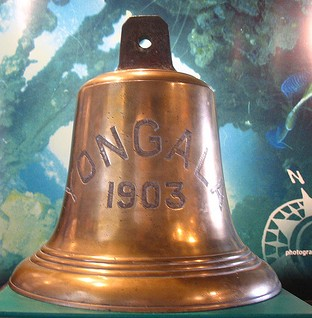
Die Schiffsglocke der Yongala

1958 bekamen die beiden Taucher Don Macmillan und Noel Cook an der Yongala Interesse und machten mit einem Forschungsteam eine Erkundungsfahrt zu dem noch nicht identifizierten Wrack. Die Mannschaft barg einen mit Schalentieren verkrusteten Safe aus dem Schiffsinneren, der lediglich Schlick enthielt. Der einzige verwendbare Hinweis war die Seriennummer des Safes – 9825W. Das Fundstück erwies sich als ein Tresor der Marke Chubb und wurde zu den Herstellern nach London geschickt, um nachzuprüfen, auf welches Schiff der Safe gebracht wurde. Die Antwort kam erst 1961, fiel jedoch erhofft positiv aus. Es handelte sich um den Safe aus dem Zahlmeisterbüro der Yongala.
Das Wrack der Yongala liegt in etwa 30 Metern Tiefe auf den Koordinaten 19° 18′ 27″ S, 147° 37′ 31″ O, 35 km nordöstlich von Ayr und 100 km östlich von Townsville. Es liegt vor Cape Bowling Green im Korallenmeer innerhalb des Naturschutzgebietes Great Barrier Reef Marine Park. Trotz einer Schlagseite von 60 bis 70 Grad nach Steuerbord befindet es sich in einem relativ unversehrten Zustand. Es ist bis heute ein beliebtes Tauchziel.

## Todesfall an derYongala
Am Morgen des 22. Oktobers 2003 machten sich die frisch verheirateten Amerikaner Tina und David Gabriel Watson auf, um die Yongala zu betauchen. Im Gegensatz zu Gabriel war Tina wenig erfahren im Tauchen. Etwa um 10:45 Uhr tauchten die zwei Richtung Yongala ab. Sie folgten einer Gruppe von sechs Tauchern, geführt von einem Tauchlehrer. Rund fünf Minuten später fand der Tauchlehrer Tina Watson regungslos am Grund auf rund 28 Meter Tiefe. Alle Wiederbelebungsversuche, von zwei auf dem Boot anwesenden Ärzten, schlugen fehl, so dass Tina Watson 40 Minuten später für tot erklärt wurde. Noch auf dem Tauchboot wird Gabriel Watson des Mordes an Tina bezichtigt. Weil er sich in späteren polizeilichen Verhören mehrmals widersprach, erhärtete sich der Verdacht, dass er seine Ehefrau – durch das kurzzeitige Abdrehen der Luft – ermordet habe. Nach umfangreichen Untersuchungen durch Spezialisten wurde erst am 20. Juni 2008 gegen Gabriel Watson Anklage in Queensland erhoben. Am 18. Juli 2009 wurde er vom Queensland Supreme Court, wegen Totschlags, zu 12 Monaten Gefängnis verurteilt. Kriminelle Absichten konnten ihm nicht nachgewiesen werden, wohl aber das offensichtliche Unterlassen jeder Hilfeleistung zur Rettung des Lebens seiner Ehefrau.